# 青森みちのく銀行
株式会社青森みちのく銀行（あおもりみちのくぎんこう、英: Aomori Michinoku Bank, Ltd.）は、青森県青森市に本店を置くプロクレアホールディングス傘下の地方銀行。青森県に本拠を置く唯一の銀行で、県下最大手の金融機関である。

## 概要
長年、県内でしのぎを削ってきた青森銀行とみちのく銀行が経営統合し、2022年（令和4年）4月、プロクレアHDを設立。この統合は、寡占状態を例外的に容認する独占禁止法特例法の適用を受ける初の事例となり、2025年（令和7年）1月1日、両行の合併によって誕生した。
合併で、連結純資産は6兆円を超え、東北では3位の規模になり、県内シェアは8割を誇る。東京商工リサーチ青森支店によると、2024年（令和6年）8月時点のメインバンク社数は1万2502社。七十七銀行に次ぎ東北2位となった。
プロクレアHDの成田晋社長は「組織の融和が最も重要な課題の一つだ」と強調し、合併前には、両行の近隣営業店で協力体制を強化する「パートナー店制度」を構築するなど融和を試みていたほか、大規模な組織の融和の契機になればと2023年（令和3年）8月には、青森ねぶた祭に参入。両行の行員や家族約200人が旧青銀本店食堂などに集まり、60回以上も練習を重ね、本番に臨んだ。

## 沿革
※源流銀行の設立以外の2025年1月1日以前の詳細はプロクレアホールディングス、青森銀行、みちのく銀行の各項目を参照願いたい。
- 1879年（明治12年）
  - 1月20日 - 青森銀行の母体である第五十九国立銀行が現在の弘前市に開業。
- 1894年（明治27年）8月 - 青森商業銀行（青森商銀）が発足。
- 1921年（大正10年）7月 - みちのく銀行の母体である青森貯蓄銀行（青森貯銀）が発足。同年10月に開業[注釈 2]。
- 1924年（大正13年）4月 - 弘前無尽が発足[注釈 3]。
- 1943年（昭和18年）
  - 10月1日 - 第五十九・八戸・津軽・板柳・青森の五行が合併し、あらたに青森市に青森銀行が新設される。本店は旧第五十九銀行青森支店[5]
- 1976年（昭和51年）10月 - 青和銀行と弘前相互銀行の合併でみちのく銀行が発足。
- 2021年（令和3年）5月 - 青森銀行とみちのく銀行の経営の基本合意を発表。
- 2022年（令和4年）4月1日 - 経営統合に伴う共同持株会社のプロクレアホールディングスを設立。
- 2024年（令和6年）12月 - 青森銀行とみちのく銀行の合併が認可される[6]。
- 2025年（令和7年）
  - 1月1日 - 青森銀行がみちのく銀行を吸収合併し、「株式会社青森みちのく銀行」に改称[7]。

## 関係会社

### 連結子会社
- あおぎんカードサービス株式会社
- あおぎんリース株式会社
- あおぎん信用保証株式会社
- 青銀甲田株式会社
- みちのく信用保証株式会社
- みちのくカード株式会社
- みちのくリース株式会社
- みちのく債権回収株式会社

## 営業政策

### 店舗展開
地元青森県を中心に店舗網を構築し、県内では個人向けに特化した店舗として「ローンプラザ」「ローンデスク」を展開。個人ローンの相談・申込み及び契約業務を行っている。
県外店舗
北海道（9店舗）・秋田県（4店舗）・岩手県（3店舗）・宮城県（2店舗）・東京都（2店舗）に店舗を構える。

### 地方自治体等との取引
旧青銀は、県および大半の地元自治体の指定金融機関を受託していた。合併に伴い、新銀行は、旧みち銀が受託していた中泊町や西目屋村などの指定金を継承した。

### ATM管理業務の再編
旧青銀時代の2009年5月6日をもって新システムへの移行が完了したことを契機に、ATMの管理運営業務の効率化と顧客からの対応力向上を図ることを目的として、ATM網を再編した。これに伴い、同日付で2つのATM管理運営専門店舗が置かれ、店舗外ATM（青銀非幹事の共同利用店舗を含む）の管理運営業務を統括する「ATM統括支店」と、イーネットATMにおける管理運営業務を担当する「イーネット支店」がそれぞれ設置され、官公庁などと言ったわずかな特定なロケーションを除く店舗外ATM全てをATM統括支店に、これまで本店営業部が管理・運営していたイーネットの管理業務をイーネット支店に、それぞれ移管された。のちに、ローソン銀行との提携にともない、「ローソン支店」も設置されている。
みちのく銀行との合併後、みちのく銀行が設置していた店舗外ATMのほとんどが「ATM統括支店」の管轄に変更されている。

### ATM利用提携
合併前の両行ともローソン銀行・セブン銀行・イオン銀行・ゆうちょ銀行との提携は行っていたが、旧：みちのく銀行はビューアルッテ・イーネットとの提携を行っていなかった。このうちイーネットについては旧：みちのく銀行の都合で2005年7月31日をもって提携を終了していたが、合併を機に実質的に提携が再開された形となる。
また、合併後の取引可能時間についても旧：青森銀行に合わせる形でイーネット・ローソン銀行・セブン銀行については特定日を除いて24時間利用可能になる一方で、イーネット・ローソン銀行・セブン銀行・ゆうちょ銀行については手数料の見直しが行われた。
旧両行が個別に相互提携していた銀行等の提携をいずれも継承したほか、旧青森銀行のAAIネットやあすなろNETの名称・サービス、青森県信用組合との相互入金提携等も、合併後にそのまま引き継がれている。

### 通帳・キャッシュカードについて
合併に際し、旧：みちのく銀行の通帳は新銀行では利用できなくなり、合併後に通帳繰越(一部通帳は、旧みちのく銀行管轄の支店ATMで繰越可能)を行う必要がある。キャッシュカードについては、両行とも切替の必要は無い。

## 情報処理システム
預金や融資を管理する勘定系システムは旧青銀側の「NTTデータ地銀共同センター」（NTTデータ）に統一される。これに伴い、行員は2023年10月からシステム統合に向けた研修を本格的に開始していた。

## インターネットバンキング
同行のインターネットバンキングは旧青銀のシステムを継承して「つないでネ!っと」という愛称で運用され、振込みやペイジーなどの取引ができる。

## その他

### 店舗コード
店舗コード（店番）は県内の他の金融機関とは違い、旧青森銀行の店舗と旧みちのく銀行のうち支店コードが変更になった店舗については、100番台のうちの下3桁目百の位の部分をエリア毎に割り当てられている。001から099番は、旧みちのく銀行で支店コードの変更がされなかったほとんどの支店に加え、旧青森銀行のローン支店とATM管理の店舗などに割り当てられている。例外として、130番台の一部は旧みちのく銀行の店舗で支店コードの変更対象とならなかった拠点でも使われている。
- 100番台 - 青森市（浪岡中央支店を除く）・東津軽郡
- 200番台 - 弘前市（城東大鰐支店を除く）
- 300番台 - 八戸市
- 400番台 - 黒石市・平川市・南津軽郡（青森市所在の浪岡中央支店及び弘前市所在の城東大鰐支店を含む）
- 500番台 - 五所川原市・つがる市・北津軽郡・西津軽郡
- 600番台 - 十和田市・三沢市・上北郡
- 700番台 - むつ市・下北郡
- 800番台 - 三戸郡
- 900番台 - 県外店舗・ネット支店・入金照合口座店

## トラブル
- 合併後初のATM稼働日となった2025年（令和7年）1月5日以降、顧客が現金自動預け払い機を使用して入金した際に旧みちのく銀行のATMで通帳が戻ってこないトラブルが260件以上生じた[12]。これを受けて同日以降、旧みちのく銀行のATMで通帳による預け入れを停止した。1月10日までにトラブルは解消し、10日午後2時の時点で446件発生した[13]。